# Усть-Баяк
Усть-Бая́к (рос. Усть-Баяк) — присілок у складі Красноуфімського міського округу (Натальїнськ) Свердловської області.
Населення — 387 осіб (2010, 480 у 2002).
Національний склад станом на 2002 рік: татари — 90 %.